# 2036：複製人時代
《2036：複製人時代》（英語：2036: Nexus Dawn，或稱為）是一部2017年美國新黑色科幻短片，是電影《銀翼殺手2049》的三支前傳短片的第一支。該片由路克·史考特執導，漢普敦·芬奇與麥克·葛林編劇，並由傑瑞德·雷托與黃凱旋領銜主演。背景設定在2036年的洛杉磯，講述尼安德·華勒斯（Niander Wallace）帶著他研發的新種複製人「連鎖九型」（NEXUS-9）與國會議員們會面。《2036：複製人時代》於2017年8月30日在網上發布。

## 劇情
該片的背景設定在2036年的洛杉磯，在前作複製人造成的大斷電之後，複製人在全世界遭到了譴責，最終當局立法禁止生產複製人，泰勒公司也宣告破產，並引發後續全球經濟體系崩盤及糧食短缺危機。掌握著合成農業技術的尼安德公司迅速崛起，在收購了泰瑞公司資產後，試圖回復新型複製人的生產。為了說服停止複製人生產的禁令。複製人製造商尼安德·華勒斯（Niander Wallace）帶著他研發的新種複製人「連鎖九型」（NEXUS-9）與國會議員們會面，要求議員們解除複製人禁令。華勒斯在談話中途命令該複製人自殺，以展現其忠誠，該舉動使議員們感到相當震驚。最後，華勒斯問議員們：「你們決定了嗎？」

## 製作
2017年8月29日，據報導，《銀翼殺手2049》（2017年）的導演丹尼·維勒納夫挑選了三名電影導演分別執導三支短片，這三支短片主要敘述（1982年，劇情背景設定於2019年）與《銀翼殺手2049》（劇情背景設定於2049年）間所發生的事件。《2036：複製人時代》為三支短片中的第一支，由維勒納夫的好友、《銀翼殺手》導演雷利·史考特之子路克·史考特執導，漢普敦·芬奇與麥克·葛林編劇，並由RSA影業製片。該片的配樂部分由雷霆//柏林負責。路克·史考特認為，在大片上映前釋出多支短片將會成為未來的趨勢。《2036：複製人時代》的剪輯作業由尼克·坦波（Nick Temple）負責。

### 演員與角色
傑瑞德·雷托飾演複製人的製造商尼安德·華勒斯，要求議員們解除製造複製人禁令。雷托在拍攝時帶了一副能完全遮住視野的眼鏡，以飾演眼盲的華勒斯:28。黃凱旋飾演國會議員的領導人。賽特·休斯史莊德（Set Sjöstrand）詮釋連鎖九型複製人，華勒斯開發的新種複製人。納德·丹納西、艾尼爾·瑪森與艾德·薩帕拉亦有出演該片，飾演其他幾位國會議員。

## 發布與反響

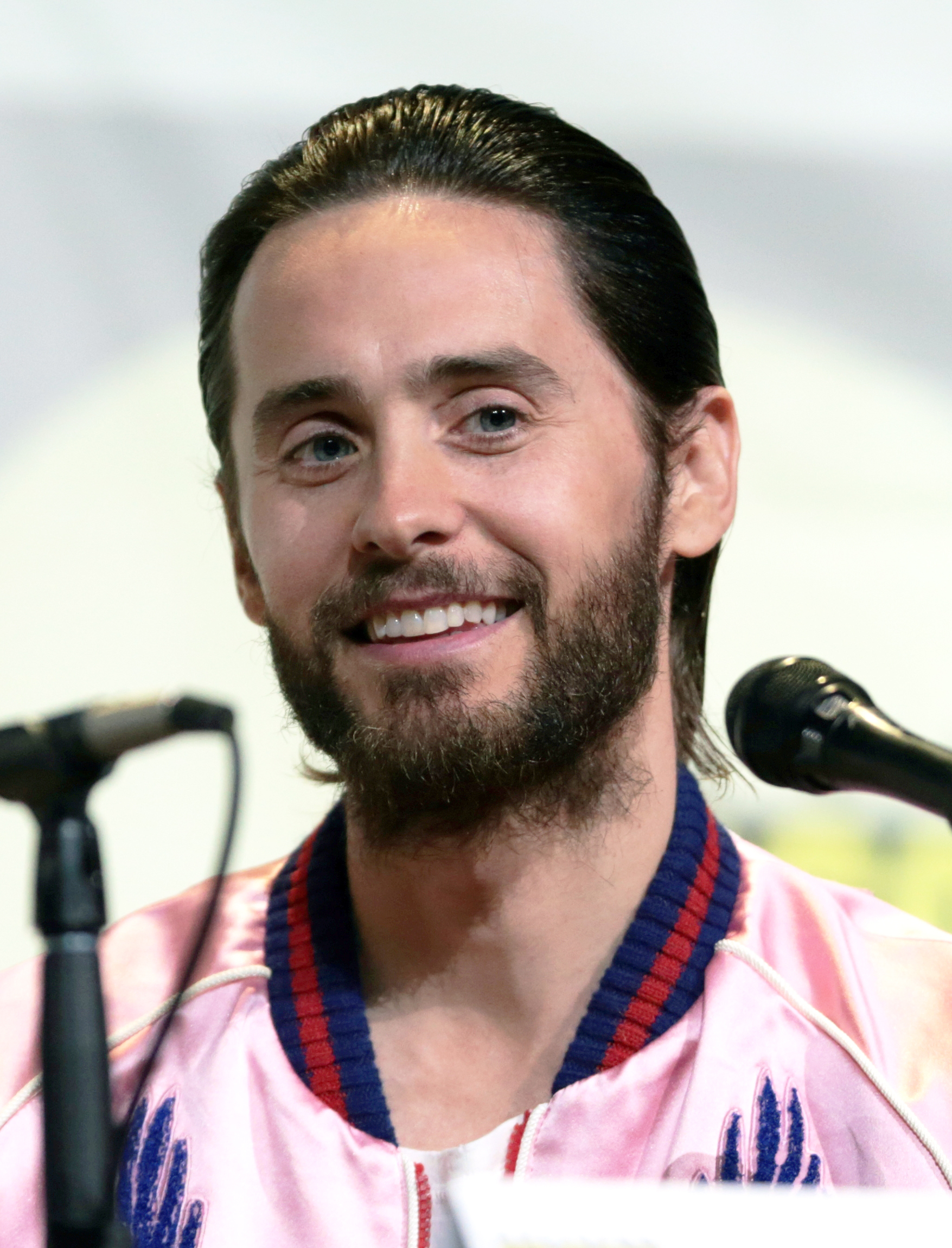
主演傑瑞德·雷托飾演尼安德·華勒斯的表現獲得評論家的讚美

《2036：複製人時代》於2017年8月30日由華納兄弟在YouTube上發布。《Cine Flix Daily》的基倫·菲爾利（Ciaran Vallely）稱讚了該片的劇本，認為其「令人印象深刻」。然而，菲爾利亦指出，導演路克·史考特的風格沒有完全發揮。NeonDystopia.com的某位編者稱讚了該片，並稱自己很期待接下來的另外兩部短片。Vanyaland.com的尼克·約翰史頓（Nick Johnston）稱讚了主演傑瑞德·雷托的表現，並認為《2036：複製人時代》「很有趣」。《Vice》的瑞佛·唐納基（River Donaghey）認為該片「緊張且令人不安」。IndieWire的凱特·艾爾布蘭德（Kate Erbland）稱《2036：複製人時代》「使人不寒而慄」。

## 續集
第二支《銀翼殺手》前傳短片《2048：無處可逃》於2017年9月15日在iTunes Trailers上首次發布，同樣由路克·史考特執導，講述謝波·摩頓的故事；而第三支短片《銀翼殺手：2022大斷電》則以動畫形式呈現，由渡邊信一郎執導，講述大停電的起因，於2017年9月27日在Crunchyroll上首次發布。

## 外部連結
- 官方网站
- 互联网电影数据库（IMDb）上《2036: Nexus Dawn》的资料（英文）
- YouTube上的BLADE RUNNER 2049 - "2036: Nexus Dawn" Short（英文）
- YouTube上的【銀翼殺手2049】前傳影片:複製人首領華勒斯冷血登場（繁體中文）
- YouTube上的銀翼殺手2036： 複製人時代 Blade Runner 2036: NEXUS DAWN（繁體中文）